# 鯛房岩
鯛房岩（たいぶさいわ）は、東京都新島村に所属する無人島である。

## 概要
小規模な島だが、タイブサイワニシ、タイブサイワヒガシなどの多数の釣りポイントに恵まれ、毎年多くの釣客が訪れる場所となっている。メジナ、イサキ、シマアジ、ソウダガツオ、カンパチなど様々な魚を釣ることができる。

## 釣り
釣りのメッカとして知られる式根島の中でも釣り客が多く訪れる釣りポイントで、大型魚も釣ることができる。島であるため、船でいう必要がある。